# Lista comunelor din Loiret
Aceasta este lista celor 334 comune din departamentul Loiret din Franța.
- (AgglO) Communauté d'agglomération Orléans Val de Loire, creată în 2002
- (AME)   Agglomération Montargoise et Rives du Loing, creată în 14.12.2001
- (CC4V)  Communauté de communes des Quatre Vallées (reședința Ferrières-en-Gâtinais), creată în n 2002
- (CCB)   Communauté de communes du Beaunois, creată în  2002
- (CCBG)  Communauté de communes de Beauce et du Gâtinais
- (CCCB)  Communauté de communes du canton de Briare, creată în 2002
- (CCCCL) Communauté de communes du canton de Châtillon-sur-Loire, creată în 2002
- (CCCL)  Communauté de communes du canton de Lorris, creată în 2002
- (CCCOL) Communauté de communes du canton d'Ouzouer-sur-Loire, creată în 2002
- (CCF)   Communauté de communes de la Forêt (reședința Loury), creată în 2002
- (CCG)   Communauté de communes du Giennois (reședința Gien), creată în 2002
- (CCL)   Communauté de communes des Loges (reședința Jargeau), created in 2002
- (CCQR)  Communauté de communes des Quatre Rivières (reședința Châtillon-Coligny), creată în 2002
- (CCVA)  Communauté de communes du Val d'Ardoux (reședința Cléry-Saint-André), creată în 2002

| INSEE | Cod poștal | Comuna                           |
| ----- | ---------- | -------------------------------- |
| 45001 | 45230      | Adon                             |
| 45002 | 45230      | Aillant-sur-Milleron             |
| 45004 | 45200      | Amilly (AME)                     |
| 45005 | 45480      | Andonville                       |
| 45006 | 45160      | Ardon                            |
| 45008 | 45410      | Artenay                          |
| 45009 | 45170      | Aschères-le-Marché               |
| 45010 | 45300      | Ascoux                           |
| 45011 | 45170      | Attray                           |
| 45012 | 45300      | Audeville                        |
| 45013 | 45330      | Augerville-la-Rivière            |
| 45014 | 45390      | Aulnay-la-Rivière                |
| 45015 | 45480      | Autruy-sur-Juine                 |
| 45016 | 45500      | Autry-le-Châtel                  |
| 45017 | 45270      | Auvilliers-en-Gâtinais           |
| 45018 | 45340      | Auxy                             |
| 45019 | 45130      | Baccon                           |
| 45020 | 45130      | Le Bardon                        |
| 45021 | 45340      | Barville-en-Gâtinais             |
| 45022 | 45340      | Batilly-en-Gâtinais              |
| 45023 | 45420      | Batilly-en-Puisaye               |
| 45024 | 45130      | Baule                            |
| 45025 | 45480      | Bazoches-les-Gallerandes         |
| 45026 | 45210      | Bazoches-sur-le-Betz             |
| 45027 | 45270      | Beauchamps-sur-Huillard          |
| 45028 | 45190      | Beaugency                        |
| 45029 | 45630      | Beaulieu-sur-Loire               |
| 45030 | 45340      | Beaune-la-Rolande                |
| 45031 | 45270      | Bellegarde                       |
| 45032 | 45210      | Le Bignon-Mirabeau (CC4V)        |
| 45033 | 45390      | Boësses                          |
| 45034 | 45760      | Boigny-sur-Bionne (AgglO)        |
| 45035 | 45340      | Boiscommun                       |
| 45036 | 45290      | Boismorand                       |
| 45037 | 45480      | Boisseaux                        |
| 45038 | 45300      | Bondaroy                         |
| 45039 | 45460      | Bonnée                           |
| 45040 | 45420      | Bonny-sur-Loire                  |
| 45041 | 45340      | Bordeaux-en-Gâtinais             |
| 45042 | 45460      | Les Bordes                       |
| 45043 | 45430      | Bou (AgglO)                      |
| 45044 | 45170      | Bougy-lez-Neuville               |
| 45045 | 45300      | Bouilly-en-Gâtinais              |
| 45046 | 45140      | Boulay-les-Barres                |
| 45047 | 45300      | Bouzonville-aux-Bois             |
| 45049 | 45460      | Bouzy-la-Forêt                   |
| 45050 | 45300      | Boynes                           |
| 45051 | 45460      | Bray-en-Val                      |
| 45052 | 45250      | Breteau                          |
| 45053 | 45250      | Briare                           |
| 45054 | 45390      | Briarres-sur-Essonne             |
| 45055 | 45310      | Bricy                            |
| 45056 | 45390      | Bromeilles                       |
| 45058 | 45410      | Bucy-le-Roi                      |
| 45059 | 45140      | Bucy-Saint-Liphard               |
| 45060 | 45230      | La Bussière                      |
| 45061 | 45120      | Cepoy (AME)                      |
| 45062 | 45520      | Cercottes                        |
| 45063 | 45620      | Cerdon                           |
| 45064 | 45360      | Cernoy-en-Berry                  |
| 45065 | 45300      | Césarville-Dossainville          |
| 45066 | 45260      | Chailly-en-Gâtinais (CCCL)       |
| 45067 | 45380      | Chaingy                          |
| 45068 | 45120      | Châlette-sur-Loing (AME)         |
| 45069 | 45340      | Chambon-la-Forêt                 |
| 45070 | 45420      | Champoulet                       |
| 45072 | 45400      | Chanteau (AgglO)                 |
| 45073 | 45320      | Chantecoq                        |
| 45074 | 45310      | La Chapelle-Onzerain             |
| 45075 | 45380      | La Chapelle-Saint-Mesmin (AgglO) |
| 45076 | 45210      | La Chapelle-Saint-Sépulcre       |
| 45077 | 45230      | La Chapelle-sur-Aveyron          |
| 45078 | 45270      | Chapelon                         |
| 45079 | 45230      | Le Charme                        |
| 45080 | 45480      | Charmont-en-Beauce               |
| 45081 | 45130      | Charsonville                     |
| 45082 | 45110      | Châteauneuf-sur-Loire            |
| 45083 | 45220      | Château-Renard                   |
| 45084 | 45260      | Châtenoy                         |
| 45085 | 45230      | Châtillon-Coligny                |
| 45086 | 45480      | Châtillon-le-Roi                 |
| 45087 | 45360      | Châtillon-sur-Loire              |
| 45088 | 45480      | Chaussy                          |
| 45089 | 45430      | Chécy (AgglO)                    |
| 45091 | 45210      | Chevannes (CC4V)                 |
| 45092 | 45700      | Chevillon-sur-Huillard           |
| 45093 | 45520      | Chevilly                         |
| 45094 | 45210      | Chevry-sous-le-Bignon (CC4V)     |
| 45095 | 45170      | Chilleurs-aux-Bois               |
| 45096 | 45290      | Les Choux                        |
| 45097 | 45220      | Chuelles                         |
| 45098 | 45370      | Cléry-Saint-André                |
| 45099 | 45310      | Coinces                          |
| 45100 | 45800      | Combleux (AgglO)                 |
| 45101 | 45530      | Combreux                         |
| 45102 | 45700      | Conflans-sur-Loing               |
| 45103 | 45490      | Corbeilles (CC4V)                |
| 45104 | 45120      | Corquilleroy (AME)               |
| 45105 | 45700      | Cortrat                          |
| 45106 | 45330      | Coudray                          |
| 45107 | 45260      | Coudroy (CCCL)                   |
| 45108 | 45720      | Coullons                         |
| 45109 | 45130      | Coulmiers                        |
| 45110 | 45300      | Courcelles                       |
| 45111 | 45300      | Courcy-aux-Loges                 |
| 45112 | 45260      | La Cour-Marigny (CCCL)           |
| 45113 | 45320      | Courtemaux                       |
| 45114 | 45490      | Courtempierre (CC4V)             |
| 45115 | 45320      | Courtenay                        |
| 45116 | 45190      | Cravant                          |
| 45118 | 45170      | Crottes-en-Pithiverais           |
| 45119 | 45300      | Dadonville                       |
| 45120 | 45420      | Dammarie-en-Puisaye              |
| 45121 | 45230      | Dammarie-sur-Loing               |
| 45122 | 45570      | Dampierre-en-Burly               |
| 45123 | 45150      | Darvoy                           |
| 45124 | 45390      | Desmonts                         |
| 45125 | 45390      | Dimancheville                    |
| 45126 | 45450      | Donnery                          |
| 45127 | 45680      | Dordives (CC4V)                  |
| 45129 | 45220      | Douchy                           |
| 45130 | 45370      | Dry                              |
| 45131 | 45390      | Échilleuses                      |
| 45132 | 45340      | Égry                             |
| 45133 | 45300      | Engenville                       |
| 45134 | 45130      | Épieds-en-Beauce                 |
| 45135 | 45480      | Erceville                        |
| 45136 | 45320      | Ervauville                       |
| 45137 | 45300      | Escrennes                        |
| 45138 | 45250      | Escrignelles                     |
| 45139 | 45300      | Estouy                           |
| 45141 | 45420      | Faverelles                       |
| 45142 | 45450      | Fay-aux-Loges                    |
| 45143 | 45230      | Feins-en-Gâtinais                |
| 45144 | 45150      | Férolles                         |
| 45145 | 45210      | Ferrières-en-Gâtinais (CC4V)     |
| 45146 | 45240      | La Ferté-Saint-Aubin             |
| 45147 | 45400      | Fleury-les-Aubrais (AgglO)       |
| 45148 | 45210      | Fontenay-sur-Loing (CC4V)        |
| 45149 | 45320      | Foucherolles                     |
| 45150 | 45270      | Fréville-du-Gâtinais             |
| 45151 | 45340      | Gaubertin                        |
| 45152 | 45310      | Gémigny                          |
| 45153 | 45110      | Germigny-des-Prés                |
| 45154 | 45520      | Gidy                             |
| 45155 | 45500      | Gien                             |
| 45156 | 45120      | Girolles (CC4V)                  |
| 45157 | 45300      | Givraines                        |
| 45158 | 45490      | Gondreville (CC4V)               |
| 45159 | 45390      | Grangermont                      |
| 45160 | 45480      | Greneville-en-Beauce             |
| 45161 | 45210      | Griselles (CC4V)                 |
| 45162 | 45300      | Guigneville                      |
| 45164 | 45600      | Guilly                           |
| 45165 | 45220      | Gy-les-Nonains                   |
| 45166 | 45520      | Huêtre                           |
| 45167 | 45130      | Huisseau-sur-Mauves              |
| 45168 | 45450      | Ingrannes                        |
| 45169 | 45140      | Ingré (AgglO)                    |
| 45170 | 45300      | Intville-la-Guétard              |
| 45171 | 45620      | Isdes                            |
| 45173 | 45150      | Jargeau                          |
| 45174 | 45480      | Jouy-en-Pithiverais              |
| 45175 | 45370      | Jouy-le-Potier                   |
| 45176 | 45340      | Juranville                       |
| 45177 | 45300      | Laas                             |
| 45057 | 45330      | Labrosse                         |

| INSEE | Cod poștal | Comuna                             |
| ----- | ---------- | ---------------------------------- |
| 45178 | 45270      | Ladon                              |
| 45179 | 45740      | Lailly-en-Val                      |
| 45180 | 45290      | Langesse                           |
| 45181 | 45480      | Léouville                          |
| 45182 | 45240      | Ligny-le-Ribault                   |
| 45183 | 45410      | Lion-en-Beauce                     |
| 45184 | 45600      | Lion-en-Sullias                    |
| 45185 | 45700      | Lombreuil                          |
| 45186 | 45490      | Lorcy                              |
| 45187 | 45260      | Lorris (CCCL)                      |
| 45188 | 45470      | Loury                              |
| 45189 | 45210      | Louzouer                           |
| 45190 | 45330      | Mainvilliers                       |
| 45191 | 45330      | Malesherbes                        |
| 45192 | 45300      | Manchecourt                        |
| 45193 | 45240      | Marcilly-en-Villette               |
| 45194 | 45430      | Mardié (AgglO)                     |
| 45195 | 45300      | Mareau-aux-Bois                    |
| 45196 | 45370      | Mareau-aux-Prés                    |
| 45197 | 45760      | Marigny-les-Usages (AgglO)         |
| 45198 | 45300      | Marsainvilliers                    |
| 45199 | 45220      | Melleroy                           |
| 45200 | 45240      | Ménestreau-en-Villette             |
| 45201 | 45210      | Mérinville                         |
| 45202 | 45190      | Messas                             |
| 45203 | 45130      | Meung-sur-Loire                    |
| 45205 | 45270      | Mézières-en-Gâtinais               |
| 45204 | 45370      | Mézières-lez-Cléry                 |
| 45206 | 45490      | Mignères (CC4V)                    |
| 45207 | 45490      | Mignerette (CC4V)                  |
| 45208 | 45200      | Montargis (AME)                    |
| 45209 | 45340      | Montbarrois                        |
| 45210 | 45230      | Montbouy                           |
| 45211 | 45220      | Montcorbon                         |
| 45212 | 45700      | Montcresson                        |
| 45213 | 45260      | Montereau                          |
| 45214 | 45170      | Montigny                           |
| 45215 | 45340      | Montliard                          |
| 45216 | 45700      | Mormant-sur-Vernisson              |
| 45217 | 45300      | Morville-en-Beauce                 |
| 45218 | 45290      | Le Moulinet-sur-Solin              |
| 45219 | 45270      | Moulon                             |
| 45220 | 45340      | Nancray-sur-Rimarde                |
| 45221 | 45330      | Nangeville                         |
| 45222 | 45210      | Nargis (CC4V)                      |
| 45223 | 45270      | Nesploy                            |
| 45224 | 45170      | Neuville-aux-Bois                  |
| 45225 | 45390      | La Neuville-sur-Essonne            |
| 45226 | 45510      | Neuvy-en-Sullias                   |
| 45227 | 45500      | Nevoy                              |
| 45228 | 45340      | Nibelle                            |
| 45229 | 45290      | Nogent-sur-Vernisson               |
| 45230 | 45260      | Noyers (CCCL)                      |
| 45231 | 45170      | Oison                              |
| 45232 | 45160      | Olivet (AgglO)                     |
| 45233 | 45390      | Ondreville-sur-Essonne             |
| 45234 | 45000      | Orléans (AgglO)                    |
| 45235 | 45140      | Ormes (AgglO)                      |
| 45236 | 45330      | Orveau-Bellesauve                  |
| 45237 | 45390      | Orville                            |
| 45238 | 45250      | Ousson-sur-Loire                   |
| 45239 | 45290      | Oussoy-en-Gâtinais (CCCL)          |
| 45240 | 45480      | Outarville                         |
| 45241 | 45150      | Ouvrouer-les-Champs                |
| 45242 | 45290      | Ouzouer-des-Champs (CCCL)          |
| 45243 | 45270      | Ouzouer-sous-Bellegarde            |
| 45244 | 45570      | Ouzouer-sur-Loire                  |
| 45245 | 45250      | Ouzouer-sur-Trézée                 |
| 45246 | 45300      | Pannecières                        |
| 45247 | 45700      | Pannes (AME)                       |
| 45248 | 45310      | Patay                              |
| 45249 | 45200      | Paucourt (AME)                     |
| 45250 | 45210      | Pers-en-Gâtinais                   |
| 45251 | 45360      | Pierrefitte-ès-Bois                |
| 45252 | 45300      | Pithiviers                         |
| 45253 | 45300      | Pithiviers-le-Vieil                |
| 45254 | 45500      | Poilly-lez-Gien                    |
| 45255 | 45490      | Préfontaines (CC4V)                |
| 45256 | 45260      | Presnoy (CCCL)                     |
| 45257 | 45290      | Pressigny-les-Pins                 |
| 45258 | 45390      | Puiseaux                           |
| 45259 | 45270      | Quiers-sur-Bézonde                 |
| 45260 | 45300      | Ramoulu                            |
| 45261 | 45470      | Rebréchien                         |
| 45265 | 45210      | Rozoy-le-Vieil                     |
| 45262 | 45310      | Rouvray-Sainte-Croix               |
| 45263 | 45300      | Rouvres-Saint-Jean                 |
| 45264 | 45130      | Rozières-en-Beauce                 |
| 45266 | 45410      | Ruan                               |
| 45267 | 45460      | Saint-Aignan-des-Gués              |
| 45268 | 45600      | Saint-Aignan-le-Jaillard           |
| 45269 | 45130      | Saint-Ay                           |
| 45270 | 45730      | Saint-Benoît-sur-Loire             |
| 45271 | 45500      | Saint-Brisson-sur-Loire            |
| 45272 | 45590      | Saint-Cyr-en-Val (AgglO)           |
| 45273 | 45550      | Saint-Denis-de-l'Hôtel             |
| 45274 | 45560      | Saint-Denis-en-Val (AgglO)         |
| 45278 | 45230      | Sainte-Geneviève-des-Bois          |
| 45275 | 45220      | Saint-Firmin-des-Bois              |
| 45276 | 45360      | Saint-Firmin-sur-Loire             |
| 45277 | 45600      | Saint-Florent                      |
| 45279 | 45220      | Saint-Germain-des-Prés             |
| 45280 | 45500      | Saint-Gondon                       |
| 45281 | 45320      | Saint-Hilaire-les-Andrésis         |
| 45282 | 45160      | Saint-Hilaire-Saint-Mesmin (AgglO) |
| 45283 | 45700      | Saint-Hilaire-sur-Puiseaux (CCCL)  |
| 45284 | 45800      | Saint-Jean-de-Braye (AgglO)        |
| 45285 | 45140      | Saint-Jean-de-la-Ruelle (AgglO)    |
| 45286 | 45650      | Saint-Jean-le-Blanc (AgglO)        |
| 45287 | 45210      | Saint-Loup-de-Gonois               |
| 45288 | 45340      | Saint-Loup-des-Vignes              |
| 45289 | 45170      | Saint-Lyé-la-Forêt                 |
| 45290 | 45110      | Saint-Martin-d'Abbat               |
| 45291 | 45500      | Saint-Martin-sur-Ocre              |
| 45292 | 45230      | Saint-Maurice-sur-Aveyron          |
| 45293 | 45700      | Saint-Maurice-sur-Fessard          |
| 45294 | 45340      | Saint-Michel                       |
| 45296 | 45310      | Saint-Péravy-la-Colombe            |
| 45297 | 45600      | Saint-Père-sur-Loire               |
| 45298 | 45750      | Saint-Pryvé-Saint-Mesmin (AgglO)   |
| 45299 | 45310      | Saint-Sigismond                    |
| 45300 | 45640      | Sandillon                          |
| 45301 | 45170      | Santeau                            |
| 45302 | 45770      | Saran (AgglO)                      |
| 45303 | 45490      | Sceaux-du-Gâtinais (CC4V)          |
| 45305 | 45530      | Seichebrières                      |
| 45306 | 45210      | La Selle-en-Hermoy                 |
| 45307 | 45210      | La Selle-sur-le-Bied               |
| 45308 | 45400      | Semoy (AgglO)                      |
| 45309 | 45240      | Sennely                            |
| 45310 | 45300      | Sermaises                          |
| 45311 | 45110      | Sigloy                             |
| 45312 | 45700      | Solterre                           |
| 45313 | 45410      | Sougy                              |
| 45314 | 45450      | Sully-la-Chapelle                  |
| 45315 | 45600      | Sully-sur-Loire                    |
| 45316 | 45530      | Sury-aux-Bois                      |
| 45317 | 45190      | Tavers                             |
| 45320 | 45300      | Thignonville                       |
| 45321 | 45260      | Thimory (CCCL)                     |
| 45322 | 45210      | Thorailles                         |
| 45323 | 45420      | Thou                               |
| 45324 | 45510      | Tigy                               |
| 45325 | 45170      | Tivernon                           |
| 45326 | 45310      | Tournoisis                         |
| 45327 | 45470      | Traînou                            |
| 45328 | 45490      | Treilles-en-Gâtinais (CC4V)        |
| 45329 | 45220      | Triguères                          |
| 45330 | 45410      | Trinay                             |
| 45331 | 45510      | Vannes-sur-Cosson                  |
| 45332 | 45290      | Varennes-Changy (CCCL)             |
| 45333 | 45760      | Vennecy                            |
| 45334 | 45260      | Vieilles-Maisons-sur-Joudry (CCCL) |
| 45335 | 45510      | Vienne-en-Val                      |
| 45336 | 45600      | Viglain                            |
| 45337 | 45310      | Villamblain                        |
| 45338 | 45700      | Villemandeur (AME)                 |
| 45339 | 45270      | Villemoutiers                      |
| 45340 | 45600      | Villemurlin                        |
| 45341 | 45310      | Villeneuve-sur-Conie               |
| 45342 | 45170      | Villereau                          |
| 45343 | 45700      | Villevoques                        |
| 45344 | 45190      | Villorceau                         |
| 45345 | 45700      | Vimory                             |
| 45346 | 45530      | Vitry-aux-Loges                    |
| 45347 | 45300      | Vrigny                             |
| 45348 | 45300      | Yèvre-la-Ville                     |